# Pittosporum patulum
Pittosporum patulum är en tvåhjärtbladig växtart som beskrevs av Joseph Dalton Hooker. Pittosporum patulum ingår i släktet Pittosporum och familjen Pittosporaceae. Inga underarter finns listade.